# Quinten Post
Quinten Post (Amsterdam, 21 maart 2000) is een Nederlandse professionele basketballer die speelt voor de Golden State Warriors in de National Basketball Association (NBA), met een two-way contract bij de Santa Cruz Warriors in de NBA G League. Post speelt als power forward en center. Hij speelde collegebasketbal voor de Mississippi State Bulldogs en de Boston College Eagles. Met een lengte van 2,13 meter is hij een indrukwekkende speler onder de borden.

## Vroege carrière
Post werd geboren in Amsterdam en begon zijn basketbalcarrière op 11-jarige leeftijd bij de jeugdteams van Apollo Amsterdam. Na een groeispurt van 2,04 meter maakte hij zijn debuut in het onder-18 team van Apollo Amsterdam, waar hij later het nationale onder-18 kampioenschap won in 2018 als startende center. Tijdens deze periode speelde hij samen met Jesse Edwards, die later bij de Minnesota Timberwolves terechtkwam.

## Collegecarrière
Hoewel Post aanbiedingen had van FC Barcelona Bàsquet B in Spanje en KK Mega Basket in Servië, koos hij ervoor om naar de Verenigde Staten te gaan voor collegebasketbal. Hij begon zijn collegecarrière bij Mississippi State, maar na beperkte speeltijd in zijn junior jaar in het seizoen 2021-2022, verhuisde hij naar Boston College. In zijn laatste seizoen werd hij geselecteerd voor het Second Team All-ACC en de ACC All-Defensive Team.

## Professionele carrière
Op 27 juni 2024 werd Post gekozen door de Golden State Warriors als de 52ste keuze in de NBA Draft, wat hem de eerste Nederlandse speler maakte die in 15 jaar werd geselecteerd. Na een trade naar de Portland Trail Blazers en vervolgens weer terug naar de Warriors, tekende Post op 26 september 2024 een two-way contract bij Golden State. Zijn eerste NBA-punten scoorde hij op 30 december 2024 in een wedstrijd tegen de Cleveland Cavaliers. Post werd geselecteerd voor de voorlopige selectie van het Nederlandse nationale team voor EuroBasket 2022.